# Честер (Илиноис)
Честер (енгл. Chester) град је у америчкој савезној држави Илиноис. По попису становништва из 2010. у њему је живело 8.586 становника.

## Демографија
Према попису становништва из 2010. у граду је живело 8.586 становника, што је 3.401 (65,6%) становника више него 2000. године.
| Група             | 2000.         | 2010.         |
| Белци             | 4.896 (94,4%) | 5.584 (65,0%) |
| Афроамериканци    | 186 (3,6%)    | 2.397 (27,9%) |
| Азијати           | 11 (0,2%)     | 26 (0,3%)     |
| Хиспаноамериканци | 39 (0,8%)     | 521 (6,1%)    |
| Укупно            | 5.185         | 8.586         |